# Fotuha'a
Fotuha'a é uma ilha de Tonga, localizada no distrito de Lifuka. Possui uma população de 132 habitantes (em 2006) e uma área de 1,14 km².